# Masherbrum
Pour les articles homonymes, voir K1.
Le Masherbrum, également appelé K1, est un sommet du Pakistan situé dans le Karakoram.

## Toponymie
Si brum signifie « montagne » en balti, la première partie du nom du Masherbrum a une origine incertaine. Il fut baptisé K1 (avec le K pour Karakoram) par Thomas George Montgomerie en 1856 quand il reconnut les pics du Karakoram pour la première fois. Il les numérota dans l'ordre de leur altitude apparente, le K2 (en réalité bien plus haut) n'arrivant qu'en deuxième position.

## Géographie

### Situation
Le Masherbrum est situé sur la rive gauche du glacier du Baltoro.

### Topographie
Le Masherbrum présente deux cimes jumelles :
- le sommet nord-est, point culminant (7 821 m) ;
- la pointe sud-ouest (7 806 m).

Le versant nord du Masherbrum domine le glacier du Baltoro.

## Histoire
- 1938 - Première tentative d'ascension par les britanniques J.B. Harris et R.A Hodgkin qui atteignent 7 600 mètres d'altitude sur l'arête est.
- 1955 - Tentative par l'expédition néo-zélandaise de Stanley Conway qui ne dépasse pas 7 000 m.
- 1957 - Tentative par les Britanniques Don Whillans et G. Smith qui montent à 7 680 mètres d'altitude. R. Downes meurt au camp VI.
- 1960 - Première ascension réussie par George Irving Bell (en) et Willi Unsoeld, membres d'une expédition américano-pakistanaise.
- 1976 - Tentative sur l'arête ouest puis sur l'arête nord par une expédition japonaise dirigée par Hirokazu Miyashita.